# Brewster (Massachusetts)
Brewster is een town in Barnstable County, Massachusetts, Verenigde Staten. Brewster is gelegen op Cape Cod.